# دوب ملك إسكتلندا
دوب DUB ملك إسكتلندا (962-966) توفي حول 966. هو ابن مالكوم الأول، اعتلى العرش عند وفاة إندولف، والتي كانت على أيدي قوة من الغزاة النرويجيين.هزم تنافسا على العرش من قِبل كولين ابن إندولف، في 965، في معركة "دونكرب".وقد هُزم دوب، في معركة "فوريس" على أيدي رجال موراي.